# 真淳
真淳（しんじゅん、元文元年（1736年） - 文化4年（1807年））は、江戸時代・中期から後期にかけての真宗高田派の僧である。
江戸期の円遵を中心とした真宗高田派の復古運動の中、末法無戒を主張する浄土真宗の教えにおいて、自ら円頓戒を実践し、また戒律を顕彰する著述活動を行った。代表的な著作として、真慧の『顕正流義鈔』に対する注釈書4冊、戒律についての主著として『下野伝戒記』『下野大戒秘要』などがある。

## 生涯
元文元年（1736年）、真宗高田派の僧、真証の長男として生まれる。12歳で得度、宝暦2年（1752年）16歳の時に京都へ遊学する。宝暦6年（1756年）20歳で再び京都へ行き、徳門普寂のもとで倶舎・唯識・華厳の思想を学ぶ。他に梵網経を講じた禅僧、大雲林説に師事したともいう。宝暦12年（1762年）27歳の時、高田派・智慧光院の住職となる。天明6年（1786年）に安居講師となり、その後、宗門の学僧として活躍することとなる。寛政8年（1796年）に勧学堂を作り、学頭職に命ぜられ、翌年に権僧正に就任する。文化4年（1807年）に逝去。

## 著作
- 『白虎年譜』 - 現存せず。『円遵上人行実』に記述あり。
- 『下野伝戒記』
- 『下野伝戒記題則』
- 『下野大戒秘要』
- 『顕正流義鈔勧化講釋』
- 『顕正流義鈔蒙引』
- 『顕正流義鈔蒙引拾遺』
- 『西方弁岐』
- 『西方辨岐惑問』
- 『浄土二教門図嘗註』

ほか